# Ayşe Kulin
Ayşe Kulin (Istambul, 1941) é uma escritora e colunista turca.
Kulin graduou-se em Literatura no Robert College, em Arnavutköy. Lançou uma coleção de pequenas histórias intitulada Güneşe Dön Yüzünü, em 1984. Um conto dessa coleção, chamado Gülizar, foi transformado no filme, que levou o título de Kırık Bebek, em 1986, cujo roteiro foi premiado pelo Ministério da Cultura da Turquia. Kulin trabalhou como roteirista, diretora de fotografia e produtora de inúmeros filmes, séries de televisão e comerciais. Em 1986, ganhou o Prêmio de Melhor Diretor de Fotografia da Associação de Roteiristas de Cinema por seu trabalho na série Ayaşlı ve Kiracıları.
Em 1996, publicou a biografia de Münir Nureddin Selçuk, intitulada Bir Tatlı Huzur. Com o conto chamado Foto Sabah Resimleri, ganhou o Prêmio Haldun Taner de Contos, no mesmo ano, e o Sait Faik Story Prize, no ano seguinte. Em 1997, foi escolhida como a "Escritora do ano" pela Faculdade de Comunicação de Istambul, por seu romance biográfico Adı Aylin. Ganhou o mesmo prêmio no ano seguinte, pelo conto Geniş Zamanlar. Em novembro de 1999, escreveu um romance chamado Sevdalinka, sobre a Guerra da Bósnia, e, em 2000, um romance biográfico denominado Füreyya. Em junho de 2001, lançou o romance Köprü, sobre dramas nas províncias orientais da Turquia e como eles compuseram a história recente do país.
Em maio de 2002, Kulin escreveu um romance chamado Nefes Nefes'e, que conta a história dos diplomatas turcos que salvaram a vida de judeus durante o Holocausto da Segunda Guerra Mundial.
Além de ter inúmeros de seus livros traduzidos para outras línguas e adaptados para o cinema, Ayşe Kulin é embaixadora honorária do UNICEF desde 2007 e vive, atualmente, em Istambul.

## Obras
- Güneşe Dön Yüzünü, 1984.
- Bir Tatlı Huzur 1996.
- Adı: Aylin, 1997.
- Geniş Zamanlar, 1998.
- Foto Sabah Resimleri, 1998.
- Sevdalinka, 1999.
- Füreya, 2000
- Güneşe Dön Yüzünü, 2000.
- Köprü, 2001. .
- Nefes Nefese, 2002.
- İçimde Kızıl Bir Gül Gibi, 2002.
- Babama, 2002.
- Kardelenler, 2004.
- Gece Sesleri, 2004.
- Bir Gün, 2005..
- Bir Varmış Bir Yokmuş, 2007
- Veda , 2008
- Sit Nene`nin Masalları,2008
- Umut,  2008
- Taş Duvar Açık Pencere, 2009
- Türkan, 2009